# 2. deild islandzka w piłce nożnej (1996)
Sezon 1996 był 42. sezonem drugiego poziomu ligowego piłki nożnej na Islandii. Pierwsze miejsce zajął zespół Fram, zdobywając czterdzieści jeden punktów w osiemnastu meczach. Po sezonie awansowały zespoły Fram i Skallagrímur, spadły natomiast Völsungur Húsavík oraz Leiknir.

## Drużyny
Po sezonie 1995 z ligi awansowały zespoły Fylkir i Stjarnan, spadły zaś HK oraz Víðir Garður. Ich miejsce zajęły spadające z 1. deild FH i Fram oraz awansujące z 3. deild Völsungur Húsavík i Leiknir.
| Uczestnicy poprzedniej edycji                                                                                 | Uczestnicy poprzedniej edycji | Uczestnicy poprzedniej edycji | Uczestnicy poprzedniej edycji |
| --- | ----------------------------- | ----------------------------- | ----------------------------- |
| KA | KA Akureyri                   | 3                             |                               |
| ÞÓR | Þór Akureyri                  | 4                             |                               |
| SKA | Skallagrímur                  | 5                             |                               |
| ÞRR | Þróttur Reykjavík             | 6                             |                               |
| VÍR | Víkingur Reykjavík            | 7                             |                               |
| ÍRE | ÍR                            | 8                             |                               |
| Spadek z 1. deild                                                                                             |                               |                               |                               |
| FH | FH                            | 9                             |                               |
| FRA | Fram                          | 10                            |                               |
| Awans z 3. deild                                                                                              |                               |                               |                               |
| VÖL | Völsungur Húsavík             | 1                             |                               |
| LEI | Leiknir                       | 2                             |                               |
| Oznaczenia: - kolumna pierwsza – skróty nazw drużyn, - kolumna trzecia – miejsce zajęte w poprzednim sezonie. |                               |                               |                               |

## Tabela
| Lp. | Drużyna            | M  | Z  | R | P  | Bramki | Bramki | Różn. | Pkt | Uwagi                |
| --- | ------------------ | -- | -- | - | -- | ------ | ------ | ----- | --- | -------------------- |
| 1   | Fram               | 18 | 12 | 5 | 1  | 55     | 16     | +39   | 41  | Awans do Úrvalsdeild |
| 2   | Skallagrímur       | 18 | 11 | 4 | 3  | 34     | 17     | +17   | 37  | Awans do Úrvalsdeild |
| 3   | Þróttur Reykjavík  | 18 | 10 | 6 | 2  | 38     | 21     | +17   | 36  |                      |
| 4   | KA Akureyri        | 18 | 7  | 5 | 6  | 36     | 33     | +3    | 26  |                      |
| 5   | Þór Akureyri       | 18 | 7  | 5 | 6  | 28     | 29     | −1    | 26  |                      |
| 6   | FH                 | 18 | 7  | 4 | 7  | 26     | 22     | +4    | 25  |                      |
| 7   | ÍR                 | 18 | 5  | 4 | 9  | 22     | 39     | −17   | 19  |                      |
| 8   | Víkingur Reykjavík | 18 | 5  | 3 | 10 | 20     | 33     | −13   | 18  |                      |
| 9   | Völsungur Húsavík  | 18 | 4  | 3 | 11 | 25     | 43     | −18   | 15  | Spadek do 2. deild   |
| 10  | Leiknir            | 18 | 1  | 3 | 14 | 17     | 48     | −31   | 6   | Spadek do 2. deild   |

## Wyniki
| Gospodarz \ Gość   | FRA | FH  | KA  | LEI | SKA | VÍR | VÖL | ÍRE | ÞRR | ÞÓR |
| Fram               |     | 1:5 | 2:0 | 2:0 | 3:0 | 7:0 | 6:0 | 2:0 | 1:1 | 8:0 |
| FH                 | 0:1 |     | 3:1 | 2:1 | 0:1 | 1:1 | 2:1 | 1:1 | 3:2 | 0:1 |
| KA Akureyri        | 1:4 | 1:1 |     | 7:1 | 1:0 | 3:2 | 2:2 | 2:2 | 0:2 | 1:2 |
| Leiknir            | 0:4 | 1:1 | 2:5 |     | 1:2 | 0:1 | 3:0 | 2:3 | 1:5 | 0:0 |
| Skallagrímur       | 2:2 | 2:1 | 1:1 | 3:0 |     | 3:0 | 3:2 | 5:0 | 0:0 | 3:1 |
| Víkingur Reykjavík | 2:2 | 0:1 | 1:3 | 3:0 | 0:2 |     | 0:2 | 3:2 | 0:1 | 3:2 |
| Völsungur Húsavík  | 0:2 | 0:4 | 2:3 | 5:2 | 2:4 | 1:0 |     | 4:0 | 0:2 | 1:1 |
| ÍR                 | 0:3 | 2:1 | 2:0 | 3:2 | 1:0 | 0:3 | 1:1 |     | 2:2 | 0:1 |
| Þróttur Reykjavík  | 3:3 | 1:0 | 3:3 | 0:0 | 1:2 | 2:0 | 4:1 | 4:3 |     | 1:0 |
| Þór Akureyri       | 2:2 | 4:0 | 1:2 | 2:1 | 1:1 | 1:1 | 4:1 | 3:0 | 2:4 |     |

Źródło:  (ang.)
Objaśnienia:
1Drużyna gospodarzy jest wymieniona po lewej stronie tabeli.
Kolory: zielony – zwycięstwo gospodarzy, żółty – remis, różowy – zwycięstwo gości.

## Najlepsi strzelcy
| Bramki | Strzelcy                     | Drużyna           |
| ------ | ---------------------------- | ----------------- |
| 16     | Þorbjörn Atli Sveinsson      | Fram              |
| 14     | Ágúst Ólafsson               | Fram              |
| 14     | Sindri Grétarsson            | Skallagrímur      |
| 12     | Þorvaldur Makan Sigbjörnsson | Þór Akureyri      |
| 10     | Hreinn Hringsson             | Þór Akureyri      |
| 9      | Heiðar Sigurjónsson          | Þróttur Reykjavík |